# Loxosceles yucatana
La araña violinista de Yucatán (Loxosceles yucatana) es una especie de araña del género Loxosceles, perteneciente a la familia Sicariidae, del orden Araneae. Conocidas comúnmente como araña violinista, araña del rincón, araña de los cuadros o araña de los muebles.   Esta especie fue descrita por Chamberlin e Ivie en 1938. El nombre específico yucatana hace alusión a la localidad tipo donde fue colectada.

## Clasificación y descripción
La coloración de esta especie se presenta de la siguiente forma: caparazón, enditos, labium, patas y palpos, color naranja, sin marcas distintivas, palpos color marrón rojizo más allá de la rótula; esternón con una coloración más ligera que las otras partes; quelíceros color marrón rojizo; opistosoma generalmente gris verdoso -el color generalmente es mucho más claro en especímenes inmaduros y recién mudados-, cubierto con sedas más oscuras, especialmente en caparazón, fémures de patas y abdomen. La forma general del cuerpo presenta patas acomodadas a los lados, sin espinas evidentes: el arreglo ocular es 2:2:2. Es una especie de talla chica, llegando a alcanzar 3 centímetros contando las patas.

## Distribución y hábitat
Esta especie distribuye en los Estados de Chiapas, Tabasco, Campeche, Yucatán y Quintana Roo en México. Y en Belice, y Guatemala.
Su hábitat en áreas urbanas es igual al de otras Loxosceles, se oculta en lugares polvorientos como detrás de paredes, maderas o cuadros, realizan sus caza durante las noche. Su veneno es igual al de las otras Loxosceles excepto al de la Loxosceles laeta que es el más potente. También pueden encontrarse debajo de piedras o en grietas, así como en cuevas kársticas.

## Estado de conservación
No se encuentra dentro de ninguna categoría de riesgo en las normas nacionales o internacionales.

## Relevancia médica
Esta especie se encuentra dentro de los organismos considerados de importancia médica. Su mordedura puede llegar a representar un riesgo grave a la salud y requiere atención médica.